# Saint Nicholas Avenue
Saint Nicholas Avenue (ou St. Nicholas Avenue) est une avenue de New York. 

## Situation et accès
Cette voie principale du nord de l'arrondissement de Manhattan, qui, bien qu'échappant au plan hippodamien traditionnel qui occupe la plus grande partie de l'île, est considérée comme un axe nord/sud. Elle traverse les quartiers de Washington Heights, Harlem, Hamilton Heights, et Inwood. Elle fait en outre office de frontière entre West Harlem et Central Harlem, et bien que les frontières officielles de Harlem soient délimitées par l'Hudson River à l'ouest et East River à l'est, la partie du quartier située à l'ouest de l'avenue n'est pas toujours considérée comme en faisant partie. 
L'IND Eighth Avenue Line du métro de New York circule sous l'avenue au nord de 163e rue, ce qui vaut parfois à cette section le surnom de St. Nicholas Avenue Line. 

## Origine du nom
L'avenue a été baptisée en l'honneur de Nicolas de Myre, saint patron de La Nouvelle-Amsterdam. 

## Historique
Contrairement au plan en damier typique de Manhattan, cette avenue suit le tracé un ancien sentier indien appelé Weekquaeskeek, utilisé dès le 17e siècle pour relier La Nouvelle-Amsterdam aux colonies britanniques de Nouvelle-Angleterre. Du début de la colonisation jusqu'au 19e siècle, elle était connue sous le nom de Harlem Lane. Les voyageurs l’utilisaient pour se déplacer entre New York et les régions du nord telles que Spuyten Duyvil (en) et Kingsbridge (en).